# Pieter Kranenborg
Pieter Kranenborg (Amsterdam, 1994) is een Nederlandse schrijver. Hij debuteerde bij uitgeverij Van Oorschot in 2017 met zijn verhalenbundel Astronaut en in 2021 met zijn roman Waterland. Hij schrijft verhalen, essays en recensies voor Hollands Maandblad, Tirade, De Nederlandse Boekengids en De Groene Amsterdammer.

## Biografie
Kranenborg werd geboren in Amsterdam en is opgegroeid in Uithoorn. In 2012 won hij in de voorronde van regio Amsterdam de derde prijs van Write Now! en in 2016 ontving hij de aanmoedigingsbeurs van Hollands Maandblad. Hij studeerde stadsgeografie aan de Universiteit van Amsterdam en heeft interesse in Oost-Aziatische steden. Deze interesse voor Oost-Azië is in veel van zijn verhalen terug te vinden. Ook veel van de boeken die hij recenseerde zijn geschreven door Oost-Aziatische auteurs. Een deel van zijn studietijd woonde hij in Tokio en zijn masterscriptie schreef hij in Hongkong. Ook werkte hij een half jaar in een hostel in Seoel. Zijn tijd in Tokio gebruikte hij als inspiratiebron voor zijn verhalenbundel Astronaut. In Seoel begon hij met het schrijven van zijn roman Waterland. Naast schrijven werkt hij als woononderzoeker.

## Prijzen
- Write Now! - derde prijs in de voorronde van regio Amsterdam (2012)
- Aanmoedigingsbeurs van Hollands Maandblad (2015/2016)

## Nominaties
- Anton Wachterprijs 2018 (shortlist) voor Astronaut

- J.M.A. Biesheuvelprijs 2018 (longlist) voor Astronaut

- ANV Debutantenprijs 2018 (longlist) voor Astronaut

- Gemeinsame Normdatei: 1241213739
- International Standard Name Identifier: 0000 0004 7144 6042
- Library of Congress Control Number: nb2018024537
- Nederlandse Thesaurus van Auteursnamen: 410723665
- Virtual International Authority File: 58149912634606212545